# Dujeong (métro de Séoul)
Dujeong (hangeul : 두정 ; hanja : 斗井) est une station de passage de la ligne 1 du métro de Séoul. Elle est située au 289 Dujeong-ro, dans le quartier Dujeong-dong de l'arrondissement Seobuk-gu de la ville Cheonan-si, dans la province Chungcheongnam-do, au sud-ouest de la ville de Séoul en Corée du Sud.
La gare d'origine ouvre en 1979 et la station de métro en 2005. Elle est desservie par les rames de services omnibus et express de la ligne 1.

## Situation sur le réseau

Plan du réseau (2023)

Établie en surface, la station Dujeong est une station de passage de la ligne 1 du métro de Séoul (branche Guro-Sinchang) : elle est située entre la station Jiksan en direction du terminus nord-est Yeoncheon, et la station Cheonan, en direction du terminus sud-ouest Sinchang.

## Histoire

### Gare ferroviaire
La gare d'origine est mise en service le 15 juin 1979, il s'agit alors d'une gare de signalisation,.

### Station de métro
Elle devient une station de métro le 20 janvier 2005,, lors du prolongement du réaménagement à deux voies électrifiées de la ligne Gyeongbu, de Byeongjeom à Cheonan, pour les services de la ligne 1 du métro de Séoul.

## Services aux voyageurs

### Accès et accueil
La station est établie au 289 Dujeong-ro, dans le quartier Dujeong-dong. Elle dispose d'un unique accès situé au sud de la station.

### Desserte
Dujeong : est desservie par les rames de services omnibus et express de la ligne 1.

Installations
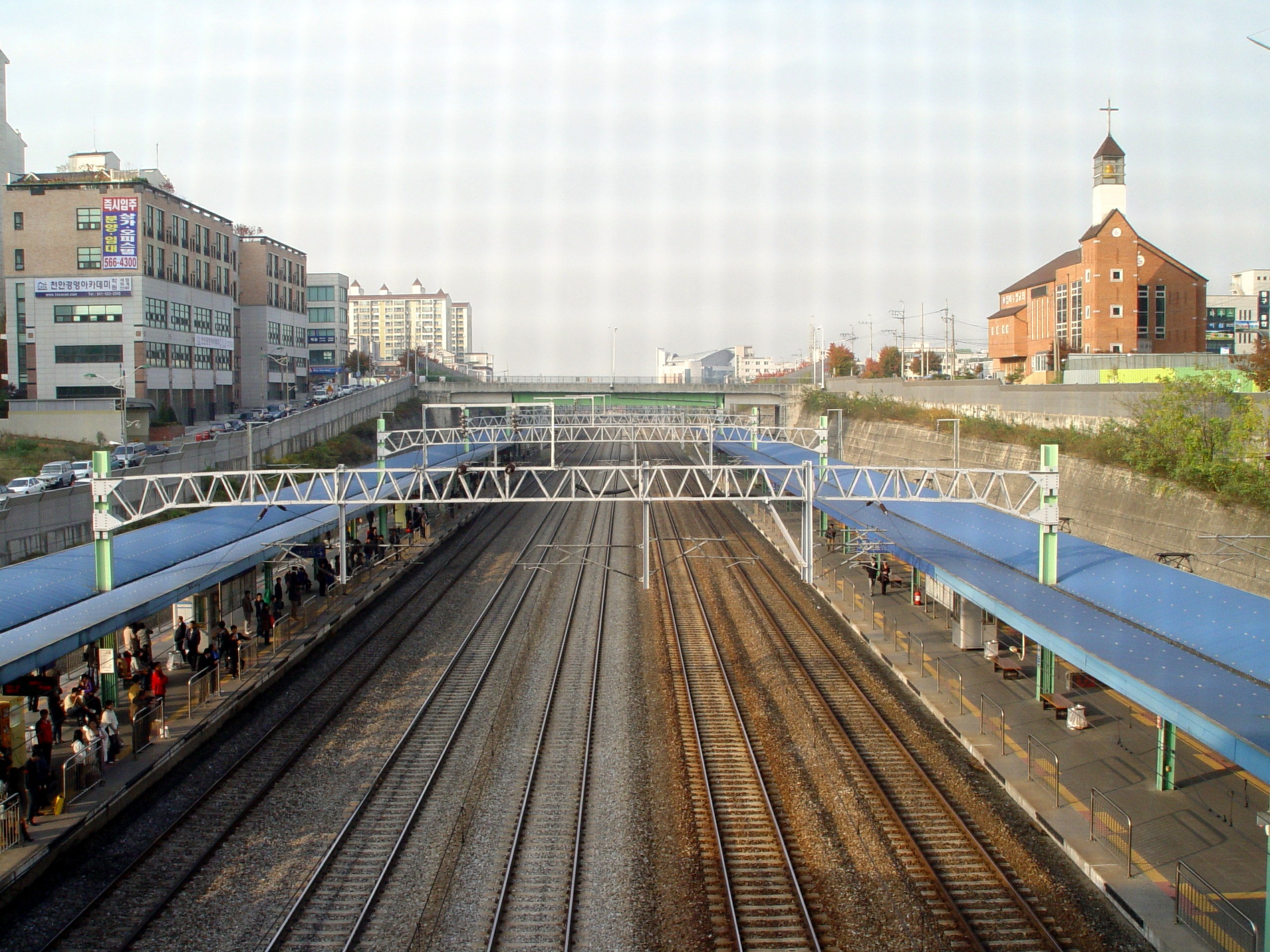
En 2008.
En 2020.
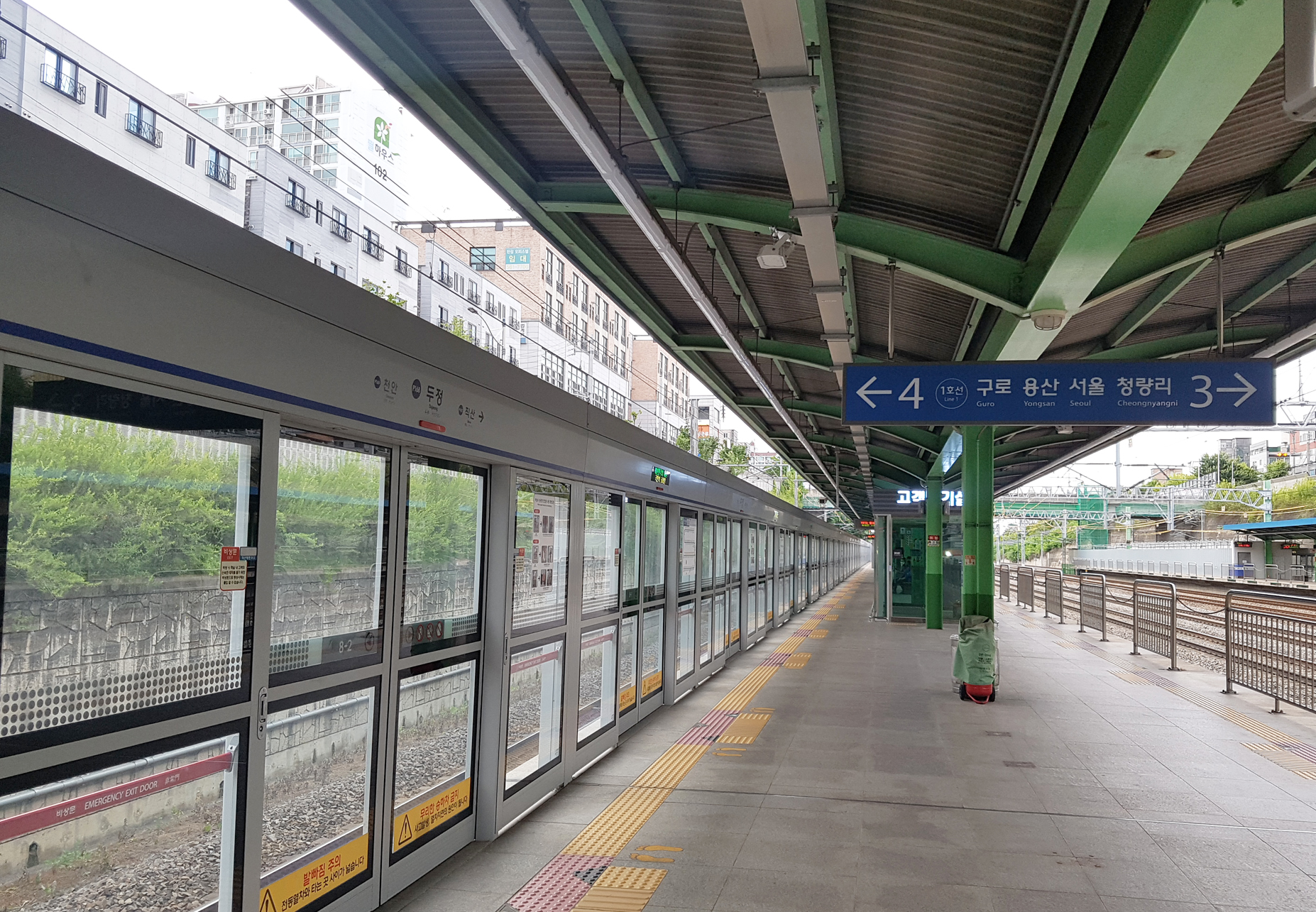
En 2020.

### Intermodalité
Des arrêts de bus sont situés à proximité.

## À proximité
Elle dessert notamment la forêt de Taehaksan, on y trouve un Bouddha sculpté dans la roche.